# 泥 (食物)
泥（英語：Purée）或糊状物（英語：mash）是一種食物，通常是將蔬菜、水果或豆类搗碎、壓碾、攪拌或過篩而成的糊狀或液狀物。特定食物的泥通常有特定名稱，例如蘋果醬（Apple sauce）或鹰嘴豆泥（Hummus）。Purée一詞源于法语，在13世纪的古法语中为纯化或精炼之意。 
泥狀食品與其他質地相似的菜餚重疊，如濃湯、奶油和肉汁等，尽管它們通常有更複雜的食譜和烹飪過程。 Coulis（果醬）一詞在法语中为「过滤」，它类似Purée但含义更广泛，更常用于果泥。Coulis通常不適用於由穀物粉製成的糊狀食品，例如米糊或木斯里；也不適用於含油的堅果醬，例如花生醬。Paste（糊）一詞通常用於指那些作為成分使用，而非立即食用的泥狀食品。
泥狀食品可以使用攪拌機製作，也可以使用特定的工具。例如馬鈴薯泥搗具，或用濾網擠壓食物，或者直接在鍋中壓碎食材來製作。通常，泥狀食品需要在研磨之前或之後進行烹煮，以改善風味和質地、去除有毒物質，或降低水分含量。
將食物製成泥狀餵給嬰幼兒或無法咀嚼者是很常見的做法，這能確保他們獲得足夠且營養均衡的食物。嬰兒食品通常是糊狀的。

## 詞源
英语中Purée一词是从法语借来的，源自古法语 ，意为「使其纯净」。该词可以进一步追溯到拉丁语。

## 常見的泥
常見的果泥包括蘋果、李子等，它們通常被搗碎或壓成泥狀以提取果汁。
- 巴巴加努吉（烤茄子泥）
- 法式濃湯（通常為貝類濃湯）
- 富爾梅達梅斯（蠶豆泥）
- 鹰嘴豆泥
- 豆類濃湯（豌豆汤、豆汤、小扁豆汤）
- Pkhali（英语：Pkhali）（喬治亞的蔬菜蘸醬，使用核桃醬增稠，又稱 Mkhal）
- Mongole泥湯（英语：Purée Mongole）（豌豆和番茄混合汤）

下列水果和蔬菜通常被制成果泥食用：
- 苹果
- 酪梨
- 香蕉
- 胡萝卜
- 木薯
- 花椰菜
- 芒果
- 豌豆
- 桃
- 腌黄瓜
- 凤梨
- 马铃薯
- 南瓜
- 芜菁
- 南瓜
- 甜玉米
- 芋泥
- 番茄

## 另見
- 酪梨醬
- 糖化
- 木斯里
- 花生酱
- 香蒜醬
- 波倫塔玉米粥
- 馬鈴薯泥搗具
- 红豆餡
- 萨格